# Michał Dukas
Michał Dukas (grec. Μιχαήλ Δούκας) – bizantyński arystokrata.

## Życiorys
Był synem Andronika Dukasa i Marii Bułgarskiej. Urodził się ok. 1061 roku. Odegrał kluczową rolę w małżeństwie Marii z Alanii z Niceforem III Botaniatesem. W 1081 poparł bunt Aleksego I Komnena. Był uczestnikiem walk z Normanami. Od Aleksego otrzymał tytuły sebastosa i protostratora. 